# Australian Cattle Dog
Australian Cattle Dog – jedna z ras psów, należąca do grupy psów pasterskich i zaganiających, zaklasyfikowana do sekcji psów zaganiających. Według klasyfikacji FCI podlega próbom pracy. Typ wilkowaty.
Australian Cattle Dog jest psem silnym i zwinnym, o masywnej budowie, wyhodowanym w Australii do pędzenia bydła podczas długich i wyczerpujących wypraw na targ. Jego podstawowymi zaletami są: wytrzymałość i wszechstronność w pracy. Pracuje cicho i często samodzielnie, kontrolując bydło dokładnie i z niewielkim wysiłkiem. Jest sprawny i czujny, mało szczekliwy. W kraju swojego pochodzenia jest popularnym psem rodzinnym.

## Wygląd

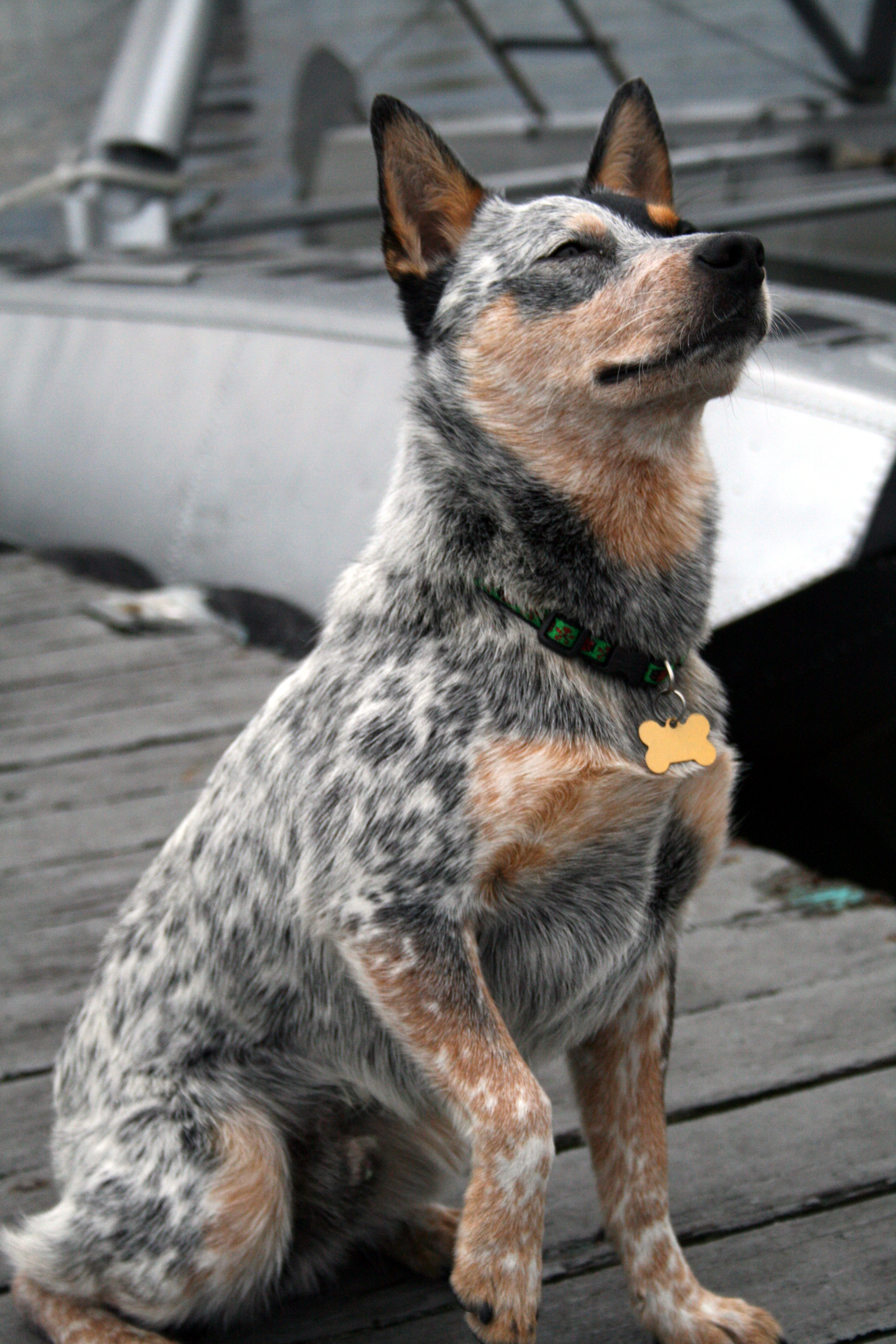
Australijski pies pasterski o umaszczeniu dereszowatym błękitno-rudym

Mocno zbudowany, zwarty, proporcjonalny. Wytrzymały i odporny. Odważny, inteligentny, czujny, o silnym instynkcie stróżowania i obrony.
- Głowa: czaszka szeroka, stop łagodny, choć wyraźnie widoczny. Szczęki mocne, o przylegających wargach. Nos czarny
- Oczy: średniej wielkości, owalne, ciemnobrązowe, dość szeroko osadzone.
- Uszy: stojące, średniej wielkości. Szerokie u nasady, umięśnione, postawione, w kształcie łagodnego trójkąta. Osadzone szeroko, skierowane na zewnątrz, ruchliwe i sztywno wzniesione w czasie czuwania. Wnętrze ucha dość dobrze owłosione.
- Tułów: dobrze umięśniony. Stosunek długości do wysokości 10:9. Linia grzbietowa jest prosta, grzbiet mocny z żebrami płaskimi i wygiętymi do tyłu.

### Szata i umaszczenie
Szata jest krótka, dwuwarstwowa; twardy i przylegający włos okrywowy, gęsty podszerstek. Błękitne dereszowate lub rude dereszowate. Psy błękitne zwykle mają podpalane znaczenia. Mogą występować łaty na głowie: czarne u psów błękitnych i rude u rudych dereszowatych, preferowane symetryczne rozłożenie łat. Łaty na ciele są dopuszczalne, ale niepożądane.

## Wiek
Psy tej rasy żyją stosunkowo długo. Najdłużej żył pies o imieniu Bluey, który umarł w roku 1939 mając 29 lat i pięć miesięcy..